# Monteiro (apelido)
Monteiro é um apelido de família ou sobrenome da onomástica da língua portuguesa, muitas vezes derivado do ofício ou profissão de "monteiro" ou "caçador". Pode também ter raízes toponímicas, originando-se da palavra "monte". É um sobrenome de origem claramente portuguesa.

## Origem
A palavra "monteiro" tem por significado "s. m. 1. Guarda de montados, matas, coutados. 2. Caça Caçador de monte. adj. 3. De monteiro ou da montaria." A profissão de monteiro remontaria aos princípios da monarquia portuguesa, quando se tem notícia do cavaleiro Rui Monteiro, monteiro-mor de D. Afonso Henriques; os genealogistas o consideram o primeiro portador atestado do apelido. O monteiro-mor, do Reino ou local (Ponte de Lima, Viana, etc.), era o funcionário real responsável por superintender ao domínio público: rios, florestas, e em especial às caçadas e coutadas. D. João I de Portugal levava o assunto tão a sério que chegou a escrever um tratado sobre o tema – o Livro da Montaria, sobre o "jogo dos reis", ou seja, as coutadas reais. O ofício de monteiro estaria ligado à origem, em tempos modernos e com a evolução acadêmica, da profissão de engenheiro florestal. A documentação mais antiga de que se tem notícia aonde aparece o sobrenome proviria do Mosteiro do Lorvão (Coimbra), de 1096.
Rui Monteiro seria natural da terra de Penaguião, no alto Douro, e possuidor do padroado da igreja de Santa Ovaia de Andrufe. Seria neto de D. Soeiro Viegas, o qual é citado nas memórias do Rei Afonso III. Recebeu-se com Dª Elvira Gonçalves, fª de D. Gonçalo Moniz e de Dª Maria Annes. Tiveram filhos que continuaram o apelido, a saber:
- Egas Monteiro, sucessor na casa de Rui Monteiro e no padroado em Andrufe, pai de:
  - Paio Monteiro, sucessor na casa de seu pai,
∞ Dª Teresa Annes, neta paterna de Soeiro Forjaz
- Fernão Rodrigues Monteiro († 1237), 4° mestre da ordem dos cavaleiros de Avis
- Mumio Monteiro, padroeiro da igreja de Valadares em Baião
- Rui Monteiro (Filho), segundo Felgueiras Gayo

É importante notar também que nem sempre a palavra "monteiro" é proveniente de ocupação profissional, podendo assim muitas vezes este sobrenome ser adotado como uma referência à área de residência. O sobrenome popularizou-se sobremaneira e hoje existem em Portugal e no Brasil. O apelido Monteiro é parte de sobrenomes compostos de muitas famílias brasileiras e portuguesas, e.g. Sousa Monteiro, Cunha Monteiro, etc. Também encontramos a forma "Montero" na Espanha, aonde além das origens já citadas há uma mais recente aonde o termo "montero" designaria o trabalho da pedra, podendo assim o sobrenome ser análogo a outros apelidos como Canteiro e Pedreiro.

## Armas
De prata, três trompas de caça de negro, embocadas e viroladas de ouro, os cordões de vermelho. Timbre: duas das trompas das armas passadas em aspa, atadas de prata.

## Literatura
- Dicionário Priberam da Língua Portuguesa. www.priberam.pt . ().
- FELGUEIRAS GAYO, Manoel Joze da Costa, Nobiliário de Famílias de Portugal, Facsímile de Impressão diplomática do original manuscrito existente na Santa Casa de Misericórdia de Barcelos, Portugal, Agostinho de Azevedo Meirelles e Domingos de Araujo Affonso, 17 volumes, Braga 1938-1941. (em linha, Biblioteca Nacional de Portugal)
- D. JOÃO I, Rei de Portugal, Livro da Montaria, in Obras dos Príncipes de Avis, estudo e revisão de M. Lopes de Almeida, Porto, Lello & Irmão-Editores, 1981. Publicado por ordem da Academia das Sciências de Lisboa, por Francisco Maria Esteves Pereira. - [S.l. : s.n.], 1918 (Coimbra: : Imp.. da Universidade). (em linha, Biblioteca Nacional de Portugal)
- D. AFONSO V, Rei de Portugal, Ordenaçoens do senhor rey d. Affonso v. 5 livros, Parte 1 de Coll. da legislaçaõ antiga e mod. do reino de Portugal, 1786. (em linha, Livros Google. Livro Primeiro Titulo Sessenta e Sete. Do Monteiro Moor, e cousas, que a seu officio perteencem.)